# Хорхе Фігероа Васкес
Хорхе Фігероа Васкес (Севілья, Андалусія, Іспанія, 4 березня 1980) — іспанський футбольний арбітр, що судить матчі найвищої іспанської ліги. Член Комітету арбітрів Андалусії.

## Кар'єра
До рівня Ла-Ліги підвищився в сезоні 2020-2021.

## Ліги
| Ліга               | Країна  | Рік         | Матчі |
| ------------------ | ------- | ----------- | ----- |
| Сегунда Дивізіон Б | Іспанія | 2007 - 2012 | 61    |
| Сегунда Дивізіон   | Іспанія | 2012 - 2020 | 162   |
| Ла-Ліга            | Іспанія | 2020 -      |       |

## Нагороди
- Трофей Вісенте Асебедо[es] (1): 2020